# مقاطعة هوغيز (أوكلاهوما)
مقاطعة هوغيز (بالإنجليزية: Hughes County)‏ هي إحدى مقاطعات ولاية أوكلاهوما في الولايات المتحدة الأمريكية. بلغ عدد سكانها في عام 2000 14154 نسمة.